# Принстон (Індіана)
Принстон (англ. Princeton) — місто (англ. city) в США, в окрузі Ґібсон штату Індіана. Населення — 8301 особа (2020).

## Географія
Принстон розташований за координатами 38°21′18″ пн. ш. 87°34′41″ зх. д. / 38.35500° пн. ш. 87.57806° зх. д. (38.355135, -87.578162).  За даними Бюро перепису населення США в 2010 році місто мало площу 13,14 км², з яких 13,13 км² — суходіл та 0,01 км² — водойми.

## Демографія
Згідно з переписом 2010 року, у місті мешкали 8644 особи в 3516 домогосподарствах у складі 2129 родин. Густота населення становила 658 осіб/км².  Було 3976 помешкань (302/км²).
Расовий склад населення:
| - 90,4 % — білих - 4,6 % — чорних або афроамериканців - 0,7 % — азіатів - 0,2 % — корінних американців - 1,1 % — осіб інших рас |

До двох чи більше рас належало 3,0 %. Частка іспаномовних становила 2,5 % від усіх жителів.
За віковим діапазоном населення розподілялося таким чином: 25,0 % — особи молодші 18 років, 58,9 % — особи у віці 18—64 років, 16,1 % — особи у віці 65 років та старші. Медіана віку мешканця становила 37,2 року. На 100 осіб жіночої статі у місті припадало 91,1 чоловіків;  на 100 жінок у віці від 18 років та старших — 86,6 чоловіків також старших 18 років.
Середній дохід на одне домашнє господарство  становив 49 662 долари США (медіана — 40 488), а середній дохід на одну сім'ю — 60 530 доларів (медіана — 48 179). Медіана доходів становила 36 528 доларів для чоловіків та 30 300 доларів для жінок. За межею бідності перебувало 14,8 % осіб, у тому числі 16,7 % дітей у віці до 18 років та 9,7 % осіб у віці 65 років та старших.
Цивільне працевлаштоване населення становило 3737 осіб. Основні галузі зайнятості: виробництво — 30,8 %, роздрібна торгівля — 15,5 %, освіта, охорона здоров'я та соціальна допомога — 15,5 %.